# Андерсон Варежао
Андерсон Франса Варежао (порт. Anderson França Varejão; Колатина, 28. септембар 1982) бивши је бразилски кошаркаш. Играо је на позицијама крилног центра и центра. Провео је четрнаест сезона у НБА и то тринаест с Кливленд кавалирсима. Такође је играо за Голден Стејт вориорсе, у Бразилу за Франку и Фламенго и у Европи за Барселону. Био је редовни репрезентативац Бразила.

## Каријера

### НБА каријера
Андерсон Варежао се одрекао прстена НБА првака који му је Кливленд хтео дати, јер је други део сезоне играо у редовима Голден Стејт Вориорса.
Занимљиво је то што је Варежао прешао у редове Вориорса тек усред сезоне, након што је одиграо 31 утакмицу за Кливленде. Због тога је требало да му припадне прстен који добијају освајачи НБА титуле, но он је одлучио захвалити се Кливленду и одбио га. Сасвим разумљива одлука, с обзиром да је био поражен у великом финалу и било би бизарно да добије прстен.
За Варежаа наравно није све изгубљено, јер доласком Дуранта у Голден Стејт Вариорсе овај играч постаје главни фаворит за освајање наслова следеће сезоне, па би се Бразилац коначно могао докопати титуле која му измиче посљедњих година.
Варежао није био у стању да игра на Олимпијским играма у Рио де Жанеиру. Кошаркаш Вориорса због проблема са леђима није био у могућности да у домовини, на највећој светској смотри спорта, брани боје националног тима.
Уместо Варежаа, Мањано је позвао центра Чикаго Булса, Кристијана Фелисија.

## Успеси

### Клупски
- Барселона:
  - Евролига (1): 2002/03.

### Репрезентативни
- Америчко првенство:  2001,  2005, 2009.

### Појединачни
- Идеални одбрамбени тим НБА — друга постава (1): 2009/10.